# Pełnomocnik Rządu do Spraw Zagospodarowania Mienia Przejętego od Wojsk Federacji Rosyjskiej
Pełnomocnik Rządu do Spraw  Zagospodarowania Mienia Przejętego od Wojsk Federacji Rosyjskiej – jednostka organizacyjna Urzędu Rady Ministrów istniejąca w latach 1995–2001, powołana w celu ustanowienia zakresu i sposobu zagospodarowania mienia przejętego od wojsk Federacji Rosyjskiej.

## Powołanie Pełnomocnika
Na podstawie rozporządzenia Rady Ministrów z 1995 r. w sprawie ustanowienia Pełnomocnika Rządu do zagospodarowania mienia przejętego od wojsk Federacji Rosyjskiej powołano Pełnomocnika. Ustanowienie Pełnomocnika pozostawało w ścisłym związku z ustawą z 1985 r. o zmianach w organizacji oraz zakresie działania niektórych naczelnych i centralnych organów administracji państwowej.
Pełnomocnik Rządu działał w strukturze Urzędu Rady Ministrów.

## Zadania Pełnomocnika
Do zadań Pełnomocnika należała:
- realizacja Strategicznego Programu Rządowego "Zagospodarowanie mienia przejętego od wojsk Federacji Rosyjskiej",
- koordynacja współdziałania organów administracji publicznej realizujących zadania w zakresie objętym Strategicznym Programem Rządowym,
- sporządzanie rocznych planów finansowo-rzeczowych,
- dokonywanie podziału rezerwy budżetu państwa przeznaczonej na Strategiczny Program Rządowy,
- przewodniczenie i kierowanie pracami Rady Programowej do zagospodarowania mienia przejętego od wojsk Federacji Rosyjskiej.

Pełnomocnik mógł powoływać zespoły robocze do realizacji określonych zadań.
Koszty związane z działalnością Pełnomocnika pokrywane były z budżetu państwa w części dotyczącej Urzędu Rady Ministrów.

## Zadania Pełnomocnika z 1997 r.
Na podstawie ustawy z 1996 r. o organizacji i trybie pracy Rady Ministrów oraz o zakresie działania ministrów zmieniono zakres działania zadań Pełnomocnika, do którego  należała:
- realizacja Programu Dwuletniego pod nazwą "Zagospodarowanie przejętego mienia i rekultywacja terenów zdegradowanych przez wojska Federacji Rosyjskiej",
- koordynacja działania organów administracji rządowej realizujących zadania w zakresie objętym Programem,
- sporządzanie rocznych planów finansowo-rzeczowych,
- dokonywanie podziału rezerwy budżetu państwa przeznaczonej na Program,
- przewodniczenie i kierowanie pracami Rady Programowej do Zagospodarowania Mienia Przejętego od Wojsk Federacji Rosyjskiej.

Organy administracji rządowej obowiązane były do współdziałania i udzielania pomocy Pełnomocnikowi w realizacji jego zadań, w szczególności przez udostępnianie mu niezbędnych informacji.
Pełnomocnik upoważniony był do wnoszenia za zgodą Prezesa Rady Ministrów, opracowanych przez siebie projektów aktów prawnych, wynikających z zakresu jego działania, do rozpatrzenia przez Radę Ministrów.

## Zobowiązania Pełnomocnika
Pełnomocnik przedstawiał Radzie Ministrów:
- analizy, oceny i wnioski, związane z zakresem jego działania,
- coroczne informacje o swojej pracy.

Pełnomocnik informował Prezesa Rady Ministrów o wszystkich zagrożeniach realizacji zadań.  
Nadzór nad działalnością Pełnomocnika sprawował Minister Spraw Wewnętrznych i Administracji, działający z upoważnienia Prezesa Rady Ministrów.
Obsługę merytoryczną, organizacyjno-prawną, techniczną i kancelaryjno-biurową zapewniało Pełnomocnikowi Ministerstwo Spraw Wewnętrznych i Administracji.

## Zniesienie urzędu Pełnomocnika
Na podstawie rozporządzenia Rady Ministrów z  2001 r. w sprawie zniesienia niektórych pełnomocników Rządu zlikwidowano urząd Pełnomocnika.